# Stańczyk
Stańczyk (właściwie Stanisław Wysota z Sułkowa, błazen; ur. ok. 1480, zm. między 1556 a 1562) – błazen nadworny Zygmunta Starego i Zygmunta Augusta, znany z ostrego dowcipu.

## Życiorys i legenda
Szczegóły jego życiorysu pozostają nieznane, a daty urodzenia i śmierci niepewne. Pochodził z podkrakowskich Proszowic. Niektóre źródła sugerują, że był szlachcicem.
Słynął z ciętego dowcipu, nie oszczędzał władców w ocenie decyzji politycznych. Król Zygmunt Stary tolerował jego żartobliwe uwagi, które były odbierane przez dworzan jako trafne aluzje polityczne. Historyk Marcin Bielski w wydanej w 1579 roku Kronice polskiej (księga V) przedstawia pod rokiem 1533 dwie związane ze Stańczykiem anegdoty. W jednej z nich celnie wypomniał on królowi Zygmuntowi Staremu dopuszczenie do utraty Smoleńska, ważnej twierdzy na wschodzie państwa polsko-litewskiego. W beletryzowanej biografii błazna Kraszewski opisuje tę anegdotę:
Często widziano jak chodził po ulicach Krakowa w dziwnym stroju szachowanym, z czapką uszatą i pałką w ręku. Chłopcy uliczni biegli za nim krzycząc, skubali go i wyśmiewali. Raz nawet całkiem go z opończy obdarli. Za powrotem do zamku, król śmiał się z niego, że się dał obedrzéć ulicznikom.

 – Ciebie, królu, – odpowiedział – gorzéj drą; wydarto ci Smoleńsk, a milczysz.
Pod tym samym rokiem 1533 Bielski w swojej Kronice, podaje inną anegdotę. Zygmunt Stary otrzymał z Litwy przywiezionego w skrzyni niedźwiedzia, którego wypuszczono w Puszczy Niepołomickiej i urządzono na niego huczne polowanie. Niedźwiedź zaatakował obóz i wielu dworzan rzuciło się do ucieczki, a królowa Bona, która była wówczas w ciąży, poroniła syna Olbrachta, co przyczyniło się do wymarcia dynastii Jagiellonów po śmierci Zygmunta Augusta.
Gdy król wyśmiewał Stańczyka, że w Niepołomicach uciekał przed niedźwiedziem jak błazen, a nie jak rycerz, ten mu odrzekł:
Większy to błazen, co mając niedźwiedzia w skrzyni puszcza go na swoją szkodę.

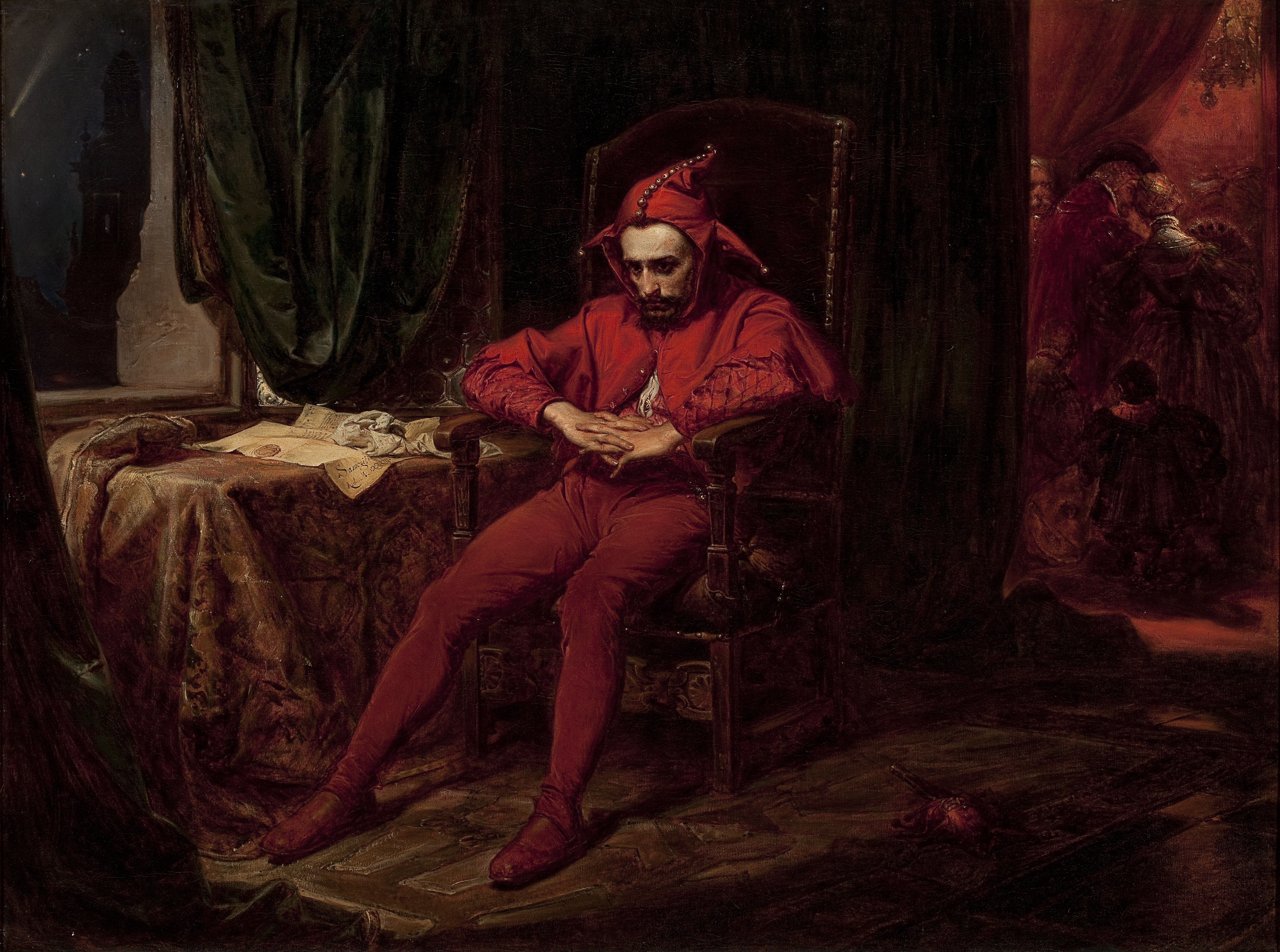
Stańczyk w czasie balu na dworze królowej Bony wobec straconego Smoleńska - obraz Jana Matejki z 1862 roku

Jak podaje Bielski, odpowiedzi Stańczyka potraktowano wówczas jako aluzję. Zapisał on: „Owa z błazny szkoda panom żartować, bo prawdę radzi żartem rzeką. Jako to Stańczyk był błazen osobliwy”. W dawniejszych opracowaniach, zwłaszcza z okresu PRL, słowa o niedźwiedziu odnoszono do hołdu pruskiego z 1525 roku. Jednak kontekst kroniki Bielskiego wskazuje, że w obu anegdotach chodziło raczej o pozwolenie księciu moskiewskiemu (tradycyjny symbol niedźwiedzia) na utrzymanie Smoleńska, pomimo przewagi militarnej i wielkiego zwycięstwa pod Orszą.

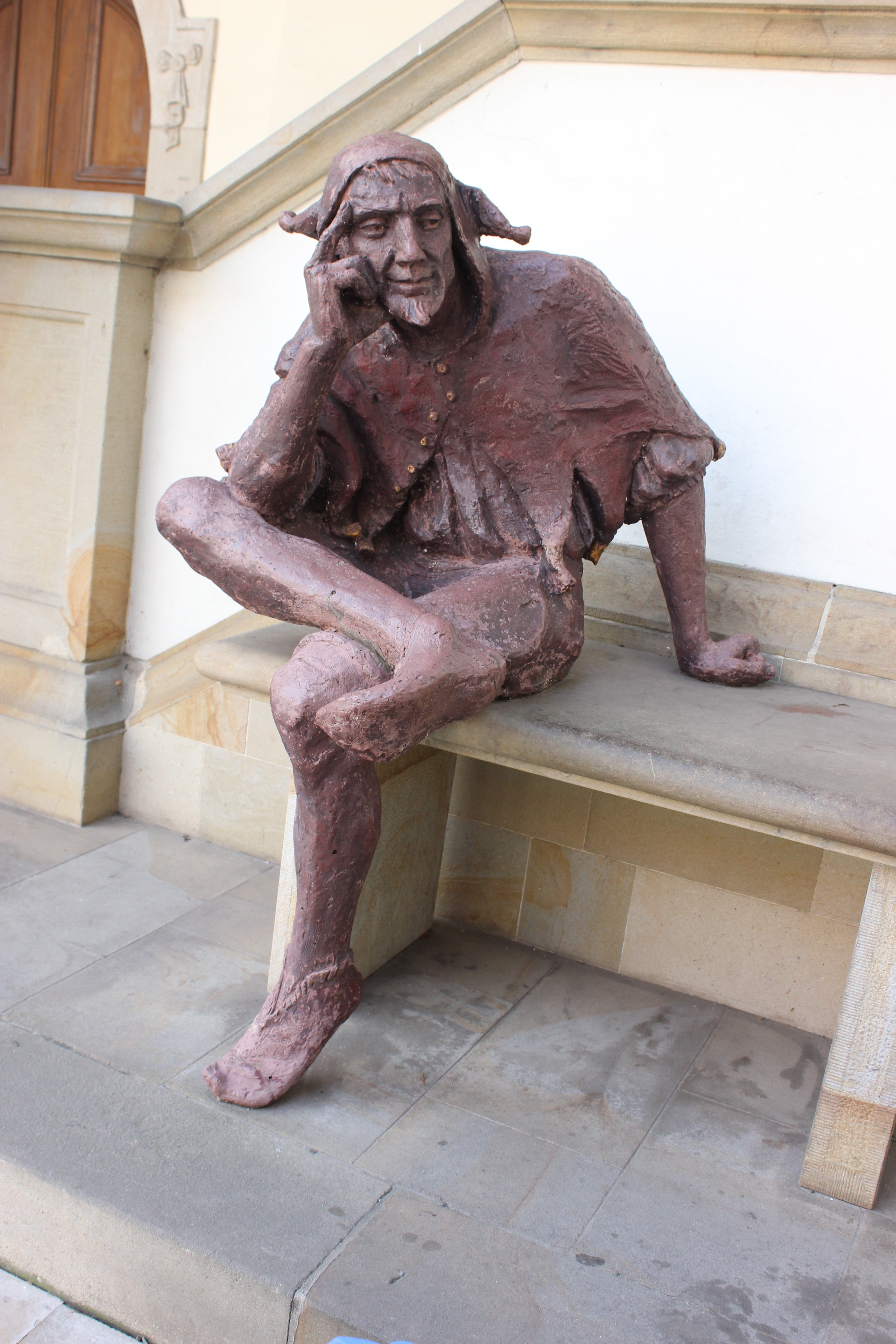
Współczesna figura Stańczyka na dziedzińcu Zamku Królewskiego w Niepołomicach

Dzięki podobnym uwagom Stańczyk uważany był za wielkiego patriotę, człowieka wykształconego i zorientowanego na arenie politycznej. Z czasem słowom Stańczyka wypowiedzianym w Niepołomicach przypisywano wręcz prorocze znaczenie. Miał on rzekomo obwiniać króla o wypuszczenie niedźwiedzia na szkodę własnej dynastii i przyczynienie się tym do upadku Rzeczypospolitej.
Był postacią często cytowaną przez literatów renesansowych (Łukasz Górnicki, Jan Kochanowski, Marcin Kromer, Mikołaj Rej i innych) – możliwe jest także (i trudne do jednoznacznej oceny), że pisarze ci przypisywali swoje słowa temu błaznowi. Pierwszym znanym utworem literackim, w którym pojawiła się postać Stańczyka, jest satyra Dialog przeciw różnorodności i zmienności polskich strojów (powstanie 1541/1542, wydanie 1563) autorstwa Klemensa Janickiego.
W XIX wieku postać jagiellońskiego błazna-filozofa spopularyzowali min. Julian Ursyn Niemcewicz (Jan z Tęczyna, 1825) oraz Józef Ignacy Kraszewski (Stańczyk: biografia, 1839 i Stańczykowa kronika, 1841).
W niektórych dziełach literackich (Król zamczyska Seweryna Goszczyńskiego, Wesele Stanisława Wyspiańskiego), poetyckich (Stańczyk Jacka Kaczmarskiego) i malarskich (Jan Matejko, Leon Wyczółkowski) Stańczyk ukazany jest alegorycznie, jako człowiek głęboko zatroskany o swój kraj.
W serialu telewizyjnym Królowa Bona w postać Stańczyka wcielił się Piotr Fronczewski.

## Galeria

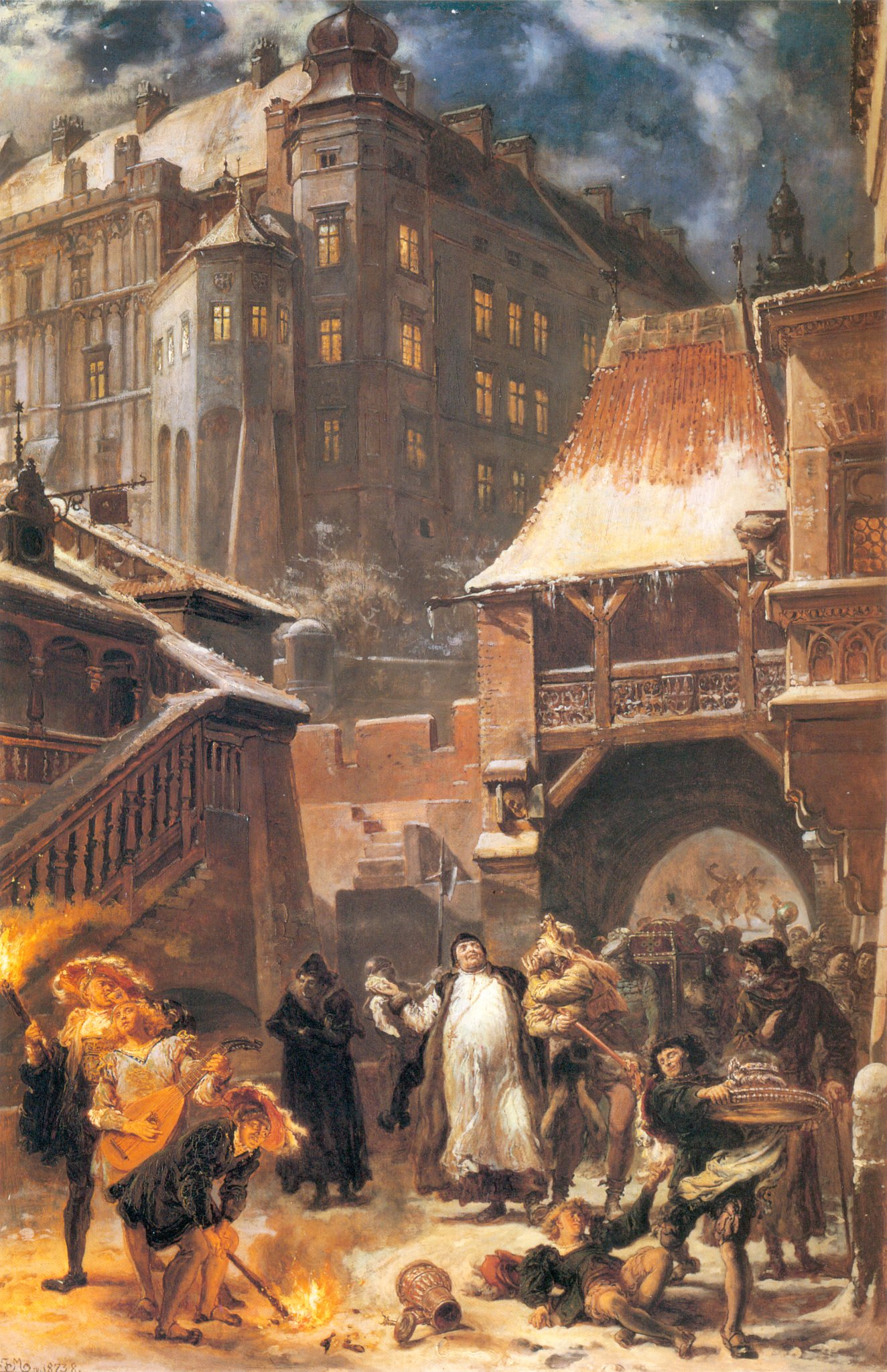
Stańczyk i Gamrat - obraz Jana Matejki z 1873-1878 r.
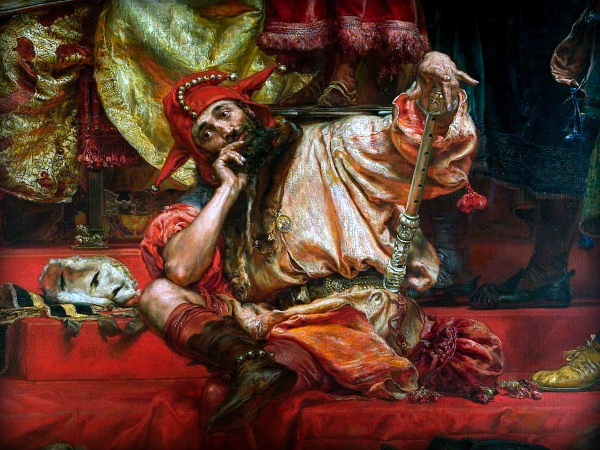
Stańczyk na obrazie Jana Matejki Hołd pruski z 1879-1882 roku
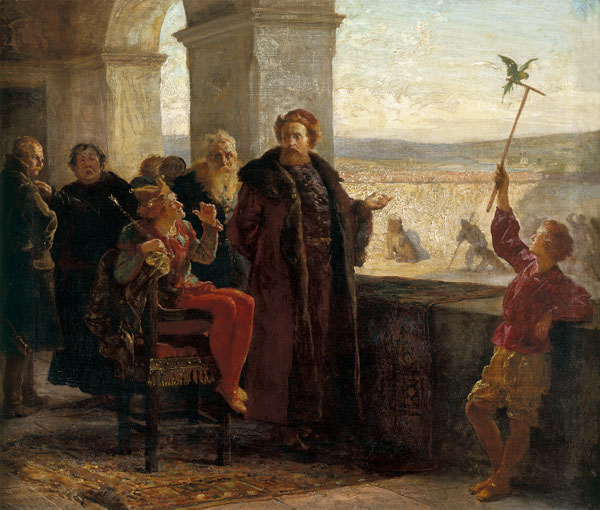
Zygmunt Stary ze Stańczykiem na Wawelu - obraz Wojciecha Gersona z 1895 roku
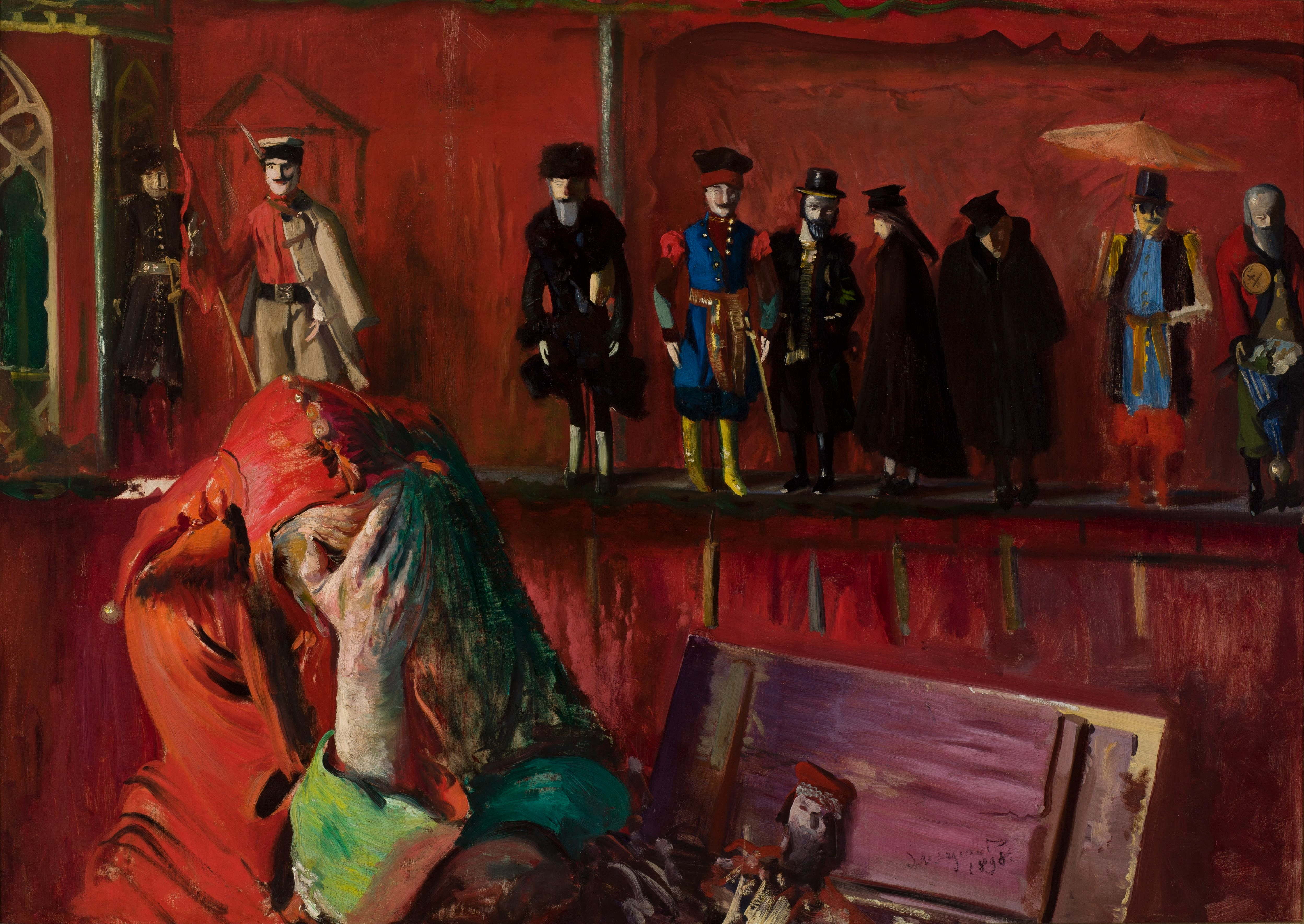
Stańczyk, obraz Leona Wyczółkowskiego z roku 1898
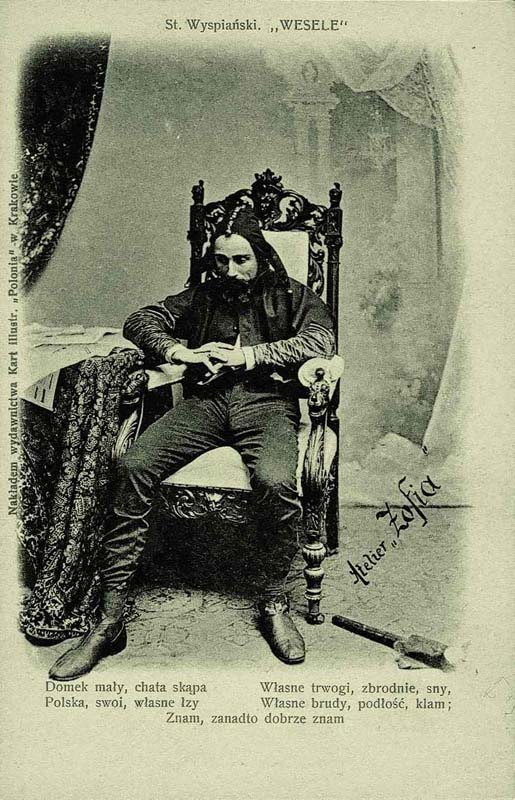
Kazimierz Kamiński jako Stańczyk, scena z prapremiery Wesela Stanisława Wyspiańskiego, rok 1901.
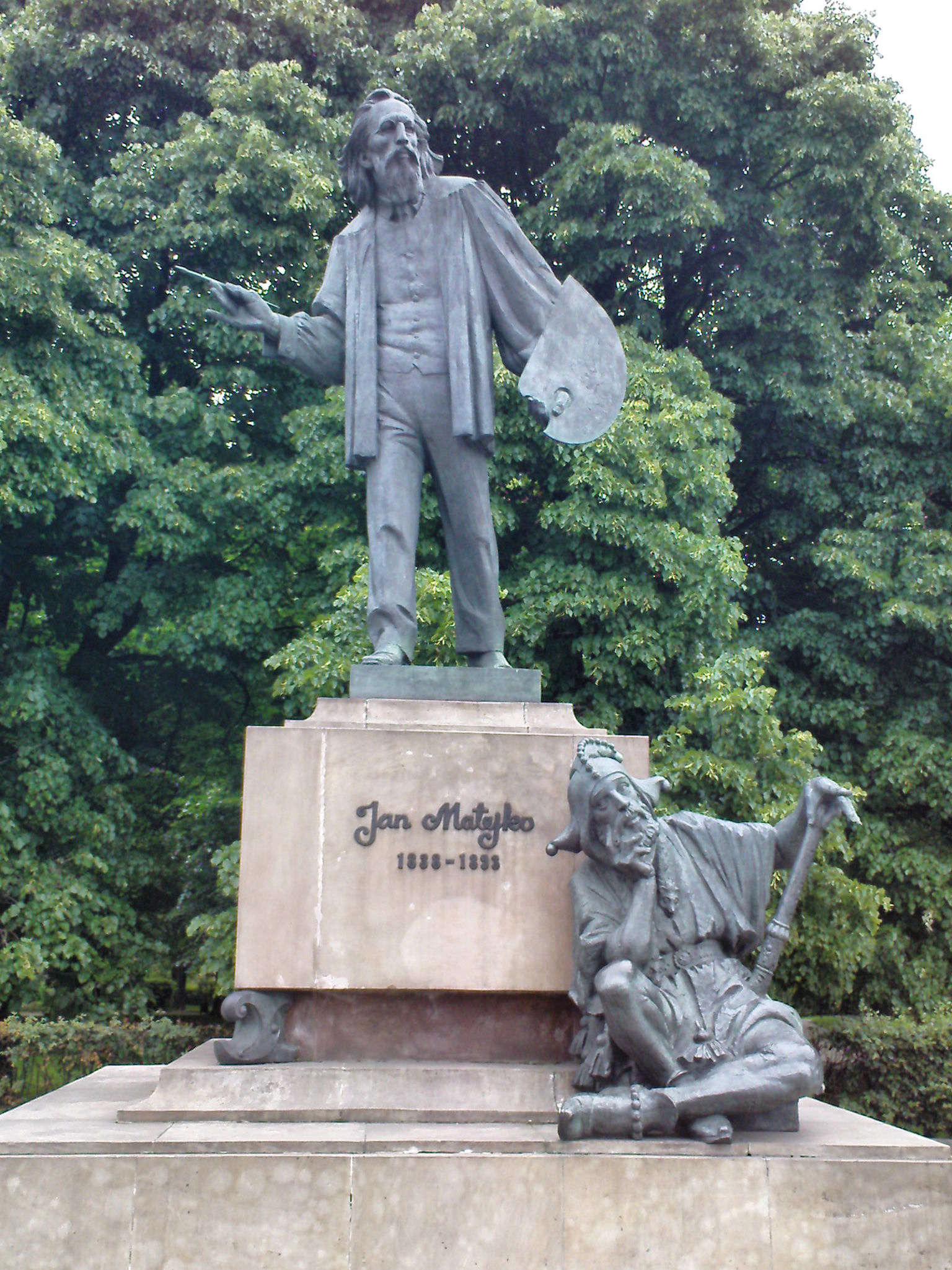
Figura Stańczyka na Pomniku Jana Matejki w Warszawie, rok 1994
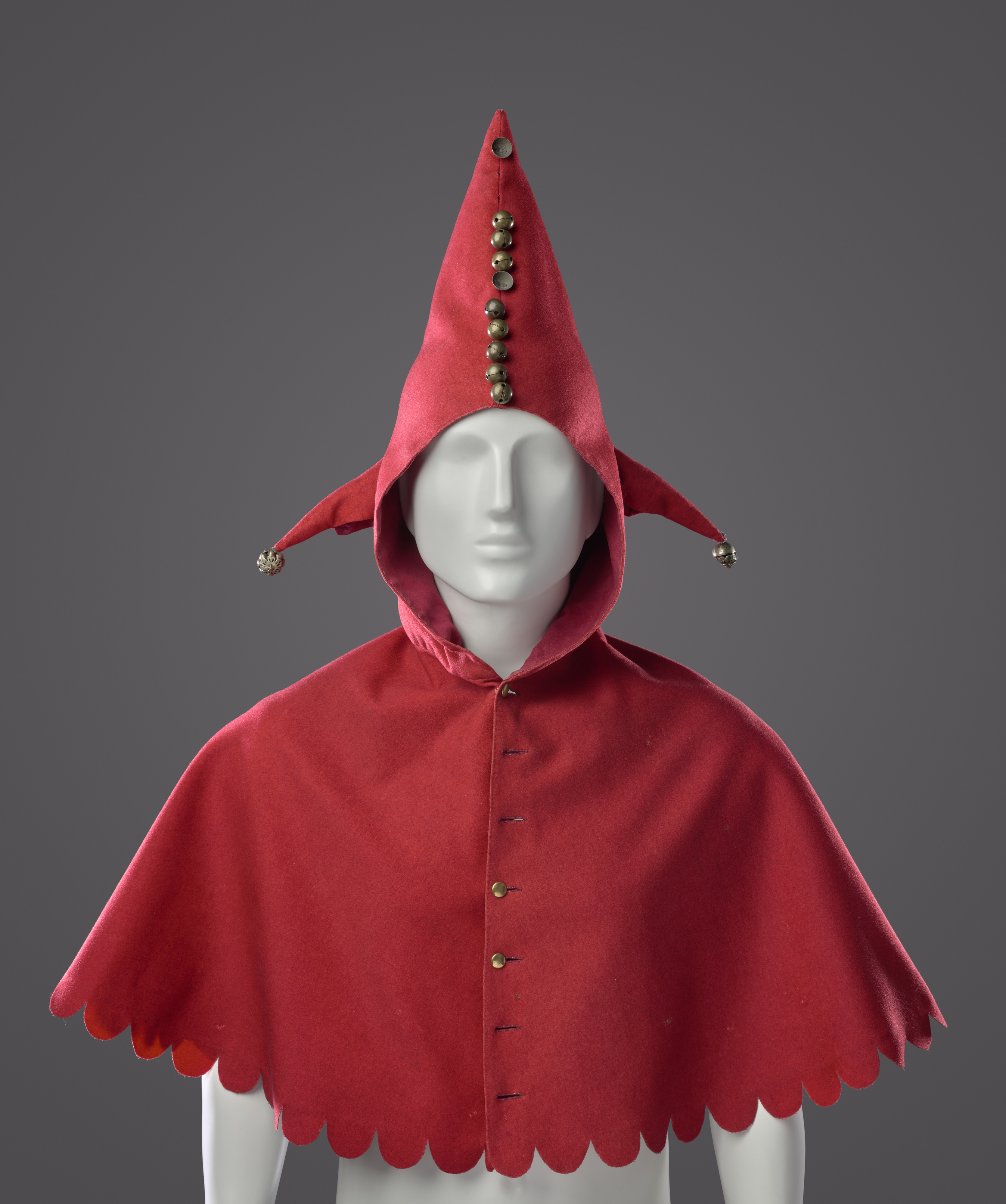
Kaptur Stańczyka, rekwizyt Jana Matejki, XIX w., Dom Jana Matejki w Krakowie

## Stańczyk w filmie
W 1980 roku reżyser Janusz Majewski zrealizował liczący 12 odcinków serial telewizyjny Królowa Bona. W rolę Stańczyka wcielił się Piotr Fronczewski.